# CMOS

Mạch đảo dùng CMOS

CMOS, viết tắt của "Complementary Metal-Oxide-Semiconductor" trong tiếng Anh, là thuật ngữ chỉ một loại công nghệ dùng để chế tạo mạch tích hợp. Công nghệ CMOS được dùng để chế tạo vi xử lý, vi điều khiển, RAM tĩnh và các cổng logic khác. Công nghệ CMOS cũng được dùng rất nhiều trong các mạch tương tự như cảm biến ảnh, chuyển đổi kiểu dữ liệu, và các vi mạch thu phát có mật độ tích hợp cao trong lĩnh vực thông tin.
Trong tên gọi của vi mạch này, thuật ngữ tiếng Anh "complementary" ("bù"), ám chỉ việc thiết kế các hàm lôgíc trong các vi mạch CMOS sử dụng cả hai loại transistor PMOS và NMOS và tại mỗi thời điểm chỉ có một loại transistor nằm ở trạng thái đóng (ON).
Hai đặc tính cơ bản của các linh kiện được chế tạo bằng công nghệ CMOS là có độ miễn nhiễu cao và tiêu thụ năng lượng ở trạng thái tĩnh rất thấp. Các vi mạch CMOS chỉ tiêu thụ năng lượng một cách đáng kể khi các transistor bên trong nó chuyển đổi giữa các trạng thái đóng (ON) và mở (OFF). Kết quả là các thiết bị CMOS ít tiêu thụ năng lượng và tạo ra ít nhiệt hơn so với các loại cổng logic khác như mạch transistor-transistor logic (TTL) hay mạch logic NMOS (khác với CMOS, NMOS chỉ dùng toàn bộ transistor hiệu ứng trường kiểu n và không dùng transistor hiệu ứng trường kiểu p). CMOS cũng cho phép tích hợp các hàm lôgíc với mật độ cao trên chíp.
Cụm từ "metal-oxide-semiconductor" bắt nguồn từ một quy trình chế tạo các vi mạch tích hợp CMOS trước đây. Quy trình này tạo ra các transistor hiệu ứng trường mà mỗi transistor có một điện cực cổng bằng kim loại được đặt lên trên một lớp cách điện bằng oxide phủ trên vật liệu bán dẫn. Ngày nay, thay vì dùng kim loại, người ta tạo ra điện cực cổng bằng một vật liệu khác, đó là polysilicon. Tuy nhiên, IBM và Intel đã công bố sẽ sử dụng trở lại cổng kim loại trong công nghệ CMOS nhằm tận dụng tính chất tiên tiến của vật liệu có hằng số điện môi cao trong việc chế tạo các vi mạch có kích thước 45 nanomét hay nhỏ hơn. Dù có nhiều thay đổi, tên gọi CMOS vẫn tiếp tục được sử dụng trong các quy trình chế tạo hiện đại.
Một vi mạch tích hợp nhỏ chứa một lượng lớn các tranzito CMOS đôi khi được gọi là vi mạch tích hợp CHMOS. Thuật ngữ CHMOS viết tắt của "Complementary High-density metal-oxide-semiconductor" trong tiếng Anh.
Đôi khi, mạch kết hợp giữa các cảm biến MEMS với bộ xử lý tín hiệu số được sản xuất trên một vi mạch tích hợp CMOS đơn được gọi là CMOSens

## Lịch sử phát triển
Frank Wanlass đã phát minh ra các mạch CMOS vào năm 1963 tại hãng Fairchild Semiconductor. Vào năm 1968, mạch tích hợp CMOS đầu tiên đã được sản xuất bởi một nhóm nghiên cứu tại RCA do Albert Medwin lãnh đạo. Khởi đầu, CMOS được xem như là một giải pháp thay thế cho TTL (logic) để có được các vi mạch tuy tốc độ hoạt động chậm hơn TTL nhưng lại tiêu hao năng lượng ít hơn. Chính vì thế, những ngày đầu CMOS được sự quan tâm của ngành công nghiệp đồng hồ điện tử và một số lĩnh vực khác mà thời gian sử dụng pin quan trọng hơn so với vấn đề tốc độ. Khoảng 25 năm sau, CMOS đã trở thành kỹ thuật chiếm ưu thế trong vi mạch tích hợp số. Lý do là với việc ra đời các thế hệ quy trình chế tạo bán dẫn mới, kích thước hình học của các transistor ngày càng giảm xuống dẫn đến một loạt cải tiến; đó là diện tích chiếm chỗ của vi mạch giảm, tốc độ làm việc tăng, hiệu suất sử dụng năng lượng tăng và giá thành chế tạo giảm. Hơn nữa, nhờ vào sự đơn giản và khả năng tiêu tán công suất tương đối thấp của mạch CMOS, người ta có thể thực hiện vi mạch có mật độ tích hợp cao mà vốn không thể làm được nếu dựa trên các transistor lưỡng cực
Lúc ban đầu, người ta chỉ có thể tìm thấy các hàm logic CMOS chuẩn trong vi mạch tích hợp số họ 4000. Sau đó, nhiều hàm trong họ 7400 bắt đầu được chế tạo bằng kỹ thuật CMOS, NMOS, BiCMOS và các kỹ thuật khác.
Cũng trong thời kỳ đầu, mạch CMOS dễ bị hư hỏng vì quá nhạy cảm với sự xả điện tích tĩnh điện (ESD). Do đó, các thế hệ sau thường được chế tạo kèm theo các mạch bảo vệ tinh vi nhằm làm tiêu tán các điện tích này, không để cho lớp oxide cổng và các tiếp giáp p-n mỏng manh bị phá hủy. Mặc dầu vậy, hãng sản xuất vẫn khuyến cáo nên dùng bộ phận chống tĩnh điện khi thao tác trên các vi mạch CMOS nhằm tránh hiện tượng vượt quá năng lượng. Chẳng hạn, các hãng sản xuất thường yêu cầu dùng bộ phận chống tĩnh điện khi chúng ta làm các thao tác thêm một khối bộ nhớ vào máy vi tính.
Bên cạnh đó, các thế hệ ban đầu như họ 4000 dùng nhôm làm vật liệu tạo ra cực cổng. Điều này khiến cho CMOS có khả năng làm việc được trong điều kiện điện áp cung cấp thay đổi nhiều, cụ thể là nó có thể làm việc trong suốt tầm điện áp cung cấp từ 3 đến 18 volt DC. Trong nhiều năm sau đó, mạch logic CMOS được thiết kế với điện áp cung cấp chuẩn công nghiệp là 5V vì để tương thích với TTL (logic). Kể từ 1990, bài toán tiêu hao công suất thường được coi trọng hơn so với bài toán tương hợp với TTL, và thế là điện áp cung cấp CMOS bắt đầu được hạ thấp xuống cùng với kích thước hình học của các transistor. Điện áp cung cấp thấp không chỉ giúp làm giảm công suất tiêu hao mà còn cho phép chế tạo lớp cách điện cực cổng mỏng hơn, chức năng tốt hơn. Hiện nay, một vài mạch CMOS làm việc với điện áp cung cấp nhỏ hơn 1 volt.
Trong thời kỳ đầu, điện cực cổng được chế tạo bằng nhôm. Các quy trình chế tạo CMOS đời sau chuyển sang dùng silicon đa tinh thể ("polysilicon"), chấp nhận được tốt hơn ở nhiệt độ cao trong quá trình tôi silicon sau khi đã cấy ion. Điều này cho phép nhà chế tạo có thể đặt cực cổng ngay từ những công đoạn sớm hơn trong quy trình và rồi dùng trực tiếp cực cổng như là một mặt nạ cấy để tạo ra một cực cổng tự sắp đặt (cực cổng không tự sắp đặt sẽ đòi hỏi có sự chồng lấp lên nhau khiến hãng sản xuất phải chấp nhận tăng kích thước transistor và điện dung ký sinh). Vào năm 2004, cũng có những công trình nghiên cứu đề nghị dùng lại cực cổng bằng kim loại, nhưng cho đến nay, các quy trình vẫn tiếp tục sử dụng cực cổng polysilicon. Cũng có những nỗ lực lớn trong nghiên cứu nhằm thay chất điện môi silicon dioxide ở cực cổng bằng vật liệu điện môi k-cao để chống lại hiện tượng tăng dòng rĩ.

## Chi tiết kĩ thuật
CMOS là tên dùng để ám chỉ cả hai khía cạnh: đó là một phong cách thiết kế mạch số cụ thể và cũng là tên của một họ các quy trình chế tạo nhằm thực thi mạch điện tử trên vi mạch (chip). Mạch logic CMOS tạo ra từ quy trình CMOS sẽ tiêu tán ít năng lượng hơn và cho phép tích hợp với mật độ cao hơn so với các quy trình khác với cùng một chức năng. Khi ưu điểm này ngày càng thể hiện và trở nên quan trọng hơn, quy trình CMOS và các quy trình biến thể của nó đã trở thành công nghệ chủ đạo, chính vì thế cho đến năm 2006, hầu hết các sản xuất vi mạch tích hợp đều dùng quy trình CMOS.

### Cấu trúc
Mạch logic CMOS dùng một tổ hợp hai loại transistor hiệu ứng trường kim loại-oxide-bán dẫn (MOSFET) kiểu p và kiểu n để thực hiện các cổng logic và các mạch số khác mà chúng ta thấy trong máy vi tính, thiết bị viễn thông và xử lý tín hiệu. Mặc dầu mạch logic CMOS cũng có thể được thực hiện bằng linh kiện rời (chẳng hạn, những mạch rời mà bạn học trong môn mạch điện tử cơ bản), thông thường sản phẩm CMOS thương mại điển hình là mạch tích hợp bao gồm hàng triệu (hay hàng trăm triệu) transistor của cả hai kiểu được chế tạo trên một miếng silicon hình chữ nhật có diện tích trong khoảng 0,1 đến 4 cm vuông. Những miếng silicon như vậy thường được gọi là chip, mặc dầu trong công nghiệp người ta cũng gọi nó là die, có lẽ bời vì chúng được tạo ra từ việc cắt nhỏ (dicing) miếng bánh silicon hình tròn là đơn vị cơ bản của sự sản xuất dụng cụ bán dẫn
Trong cổng logic CMOS, một số MOSFET kiểu n được sắp thành dạng mạch kéo xuống nằm giữa đầu ra của cổng với đường cung cấp nguồn điện áp thấp. Thay vì dùng tải là điện trở như trong các cổng logic NMOS, cổng logic CMOS lại dùng tải là một số MOSFET kiểu p sắp thành dạng mạch kéo lên nằm giữa đầu ra của cổng với đường cung cấp nguồn điện áp cao. Mạch kéo lên, gồm các transistor kiểu p, mang tính bổ túc cho mạch kéo xuống, gồm các transistor kiểu n, sao cho khi các transistor kiểu n tắt thì các transistor kiểu p sẽ dẫn và ngược lại.
Mạch logic CMOS tiêu tán công suất ít hơn mạch logic NMOS bởi vì CMOS chỉ tiêu tán công suất trong thời gian chuyển đổi trạng thái (công suất động). Một ASIC điển hình được chế tạo với công nghệ 90nm thay đổi trạng thái đầu ra trong thời gian 120 pico giây, và sự chuyển đổi này xảy ra trong mỗi thời gian 10 nano giây. Trong khi đó, mạch logic NMOS tiêu tán công suất bất kỳ lúc nào đầu ra ở mức thấp (công suất tĩnh), bởi vì khi đó có dòng điện chạy từ Vdd đến Vss thông qua điện trở tải và mạch gồm các transistor kiểu n.
MOSFET kiểu p được xem là dạng bổ túc cho MOSFET kiểu n bởi vì chúng chuyển sang dẫn khi điện áp cực cổng của chúng thấp hơn điện áp cực nguồn và bởi vì chúng có thể kéo cực máng lên đến Vdd. Như vậy, nếu cả hai transistor kiểu p và kiểu n có cực cổng nối chung với nhau để trở thành một đầu vào chung thì MOSFET kiểu p sẽ dẫn khi MOSFET kiểu n tắt và ngược lại.

### Ví dụ: cổng NAND
Như là một ví dụ, hình bên phải là sơ đồ mạch của một cổng NAND trong mạch CMOS.
Nếu cả hai đầu vào A và B đều ở mức cao, khi đó cả hai transistor kiểu n (nửa dưới của sơ đồ) đều dẫn, trong khi đó không có transistor kiểu p nào (nửa trên của sơ đồ) dẫn, như vậy chỉ có một đường dẫn điện được thiết lập giữa đầu ra và Vss, điều này khiến cho đầu ra ở mức thấp. Nếu một trong hai đầu ra A và B hoặc cả hai đầu này đều ở mức thấp thì ít nhất sẽ có một transistor kiểu n không dẫn, ít nhất một transistor kiểu p sẽ dẫn, tạo ra một đường dẫn điện giữa đầu ra và Vdd, điều này khiến đầu ra ở mức cao.
Một ưu điểm khác của CMOS so với NMOS là cả hai quá trình chuyển đổi từ mức-thấp-đến-mức-cao và từ mức-cao-đến-mức-thấp của CMOS là nhanh vì các transistor kéo lên có trở kháng thấp khi chuyển sang dẫn, không giống như điện trở tải của mạch dùng NMOS.Thêm nữa, tín hiệu ngõ ra có khả năng quét gần suốt tầm điện áp nằm giữa hai nguồn điện áp cung cấp nguồn thấp và cao. Đáp ứng gần đối xứng hơn, mạnh hơn này cũng khiến CMOS có khả năng chống nhiễu tốt hơn.